# Kigeli V.
Kigeli V. nebo Kigeri V. (29. června 1936 v Kamembe, Rwanda – 16. října 2016) byl rwandský král (mwami), který vládl v letech 1959 až 1961. V době jeho vlády byla Rwanda mandátním územím OSN pod správou Belgie jako Ruanda-Urundi. Jeho občanské jméno je Jean-Baptiste Ndahindurwa.
Kigeli V. se stal králem poté co za záhadných okolností zemřel jeho bratr dosavadní král Mutara III. Krátce před získáním nezávislosti na Belgii, když byl král Kigeli V. Kinshase na setkání s tajemníkem OSN Dagem Hammarskjöldem, provedl ve Rwandě s podporou belgické vlády Dominique Mbonyumutwa (pozdější prezident) státní převrat který svrhl krále a uspořádal referendum, ve kterém většina hlasujících rozhodla pro zrušení monarchie a odchod krále.
V roce 2007 řekl v interview pro BBC, že on a jeho rodina by se mohli vrátit do Rwandy pokud by ho lid země chtěl jako konstitučního monarchu.

## Vyznamenání
- velkokříž Řádu svatých Mořice a Lazara – Savojští[1]
- velkokříž Řádu královny ze Sáby – Šalomounovci[1]
- velkokříž Řádu etiopské hvězdy – Etiopské císařství[1]
- řetěz Řádu Šalomounova – Etiopské císařství[1]
- řetěz Řádu Ismaíla – Egyptské království[1]
- řetěz Řádu orla Gruzie – Bagrationi[1]
- velkokříž Řádu neposkvrněného početí Panny Marie z Vila Viçosa – Braganzové[1]
- velkokříž Řádu křídla svatého Michaela – Braganzové[1]
- řetěz Řádu za zásluhy portugalské královské rodiny – Braganzové, 29. června 2016[1][2]